# Orexin-A
La orexina-A, también conocida como hipocretina-1, es un neuropéptido natural y una isoforma de la orexina. El núcleo orexinérgico en el hipotálamo lateral es el sistema principal de secreción de orexina en el cerebro.

## Estructura
La orexina-A es un péptido compuesto por 33 aminoácidos que incluyen un residuo piroglutamilo N-terminal y dos puentes disulfuro intramoleculares entre residuos de cisteína en las posiciones 6 y 12 y 7 y 14.[cita requerida]
La secuencia de aminoácidos es: Pyroglu-Pro-Leu-Pro-Asp-Cys-Cys-Arg-Gln-Lys-Thr-Cys-Ser-Cys-Arg-Leu-Tyr-Glu-Leu-Leu-His-Gly- Ala-Gly-Asn-His-Ala-Ala-Gly-Ile-Leu-Thr-Leu.

## Mecanismo
Las orexinas son neuropéptidos altamente excitadores. Estos se descubrieron por primera vez en el cerebro de las ratas. Es un péptido producido por una población muy pequeña de células en el hipotálamo lateral y posterior. Las orexinas excitan fuertemente varios núcleos cerebrales (neuronas) para afectar la vigilia de un organismo al afectar sus sistemas de dopamina, norepinefrina, histamina y acetilcolina.
Estos sistemas trabajan juntos para estabilizar los ciclos de sueño del organismo. Una vez elaborados, los péptidos de orexina pueden unirse al receptor de orexina; que es un receptor acoplado a proteína G. Este receptor detecta moléculas fuera de la célula y activa vías de transducción de señales internas para provocar respuestas celulares.
Las investigaciones muestran que la ausencia de orexina-A parece causar narcolepsia. Las cantidades deficitarias de orexina-A provocan sueño en las personas. La investigación sugiere que al volver a agregarla al cerebro, se reducirían los efectos narcolépticos. La investigación determinó cómo la glucosa inhibía una clase particular de neuronas sensibles a la glucosa, que producen orexinas. Sin embargo, se desconoce cómo la glucosa suprime la actividad eléctrica de las células de orexina.
Un estudio de la Universidad de Manchester descubrió cómo las neuronas inhibidas por la glucosa afectaban la regulación de los ciclos del sueño. Las pruebas muestran que una clase de canales iónicos de potasio, proteínas en forma de poro en la membrana celular, afectan las respuestas celulares al controlar el flujo de potasio hacia la célula. Se desconoce el mecanismo exacto de los canales de iones de potasio, pero los experimentos muestran que la presencia de glucosa inhibe las neuronas de orexina actuando sobre esta clase de canales de iones de potasio conocidos como canales de "poros en tándem".

## Investigaciones en curso
Los sujetos de un estudio en particular, los monos rhesus, fueron privados de sueño en períodos de 30 a 36 horas y fueron evaluados inmediatamente en tareas de memoria a corto plazo. Los monos rhesus se dividieron en un grupo de prueba y en un grupo de control . Al grupo de prueba se le administró orexina-A, por vía intravenosa o nasal. El grupo de control recibió un placebo. Los monos privados de sueño que recibieron la forma nasal de orexina-A se desempeñaron mucho mejor que los tratados con inyecciones. La orexina-A no solo restauró las habilidades cognitivas de los monos, sino que hizo que sus cerebros parecieran estar despiertos en las tomografías por emisión de positrones. No ocurrió lo mismo con el grupo de control, que no mostró ningún cambio.